# Championnat du monde de polo 2011
Navigation
Édition précédente Édition suivante

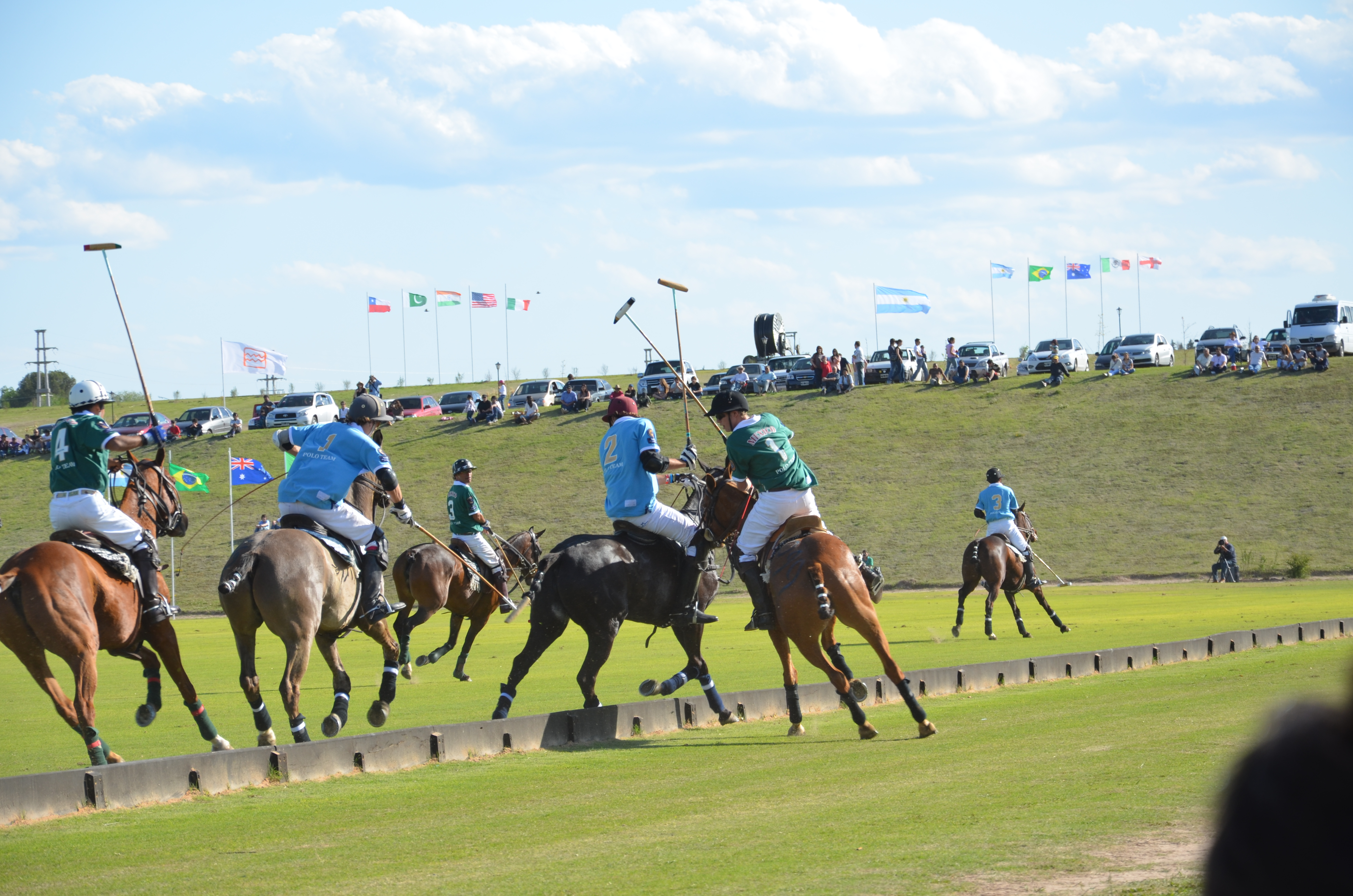
Championnat du monde de polo 2011

Le championnat du monde de polo 2011, neuvième édition du championnat du monde de polo, a lieu du 10 au 21 octobre 2011 à l'Estancia Grande Polo Club d'Estancia Grande, en Argentine. Il est remporté par l'Argentine.

## Equipes Participantes
| Continent                | Zone                  | Quota | Sélection               |
| ------------------------ | --------------------- | ----- | ----------------------- |
| Organisateur             | –                     | 1     | Argentine               |
| Camp défenseur           | –                     | 1     | Chili                   |
| Amérique du Nord         | Classification Zone A | 2     | États-Unis Mexique      |
| Amérique du Sud          | Classification Zone B | 1     | Brésil                  |
| Europe                   | Classification Zone C | 2     | Italie Angleterre       |
| Asie, Océanie et Afrique | Classification Zone D | 3     | Inde Pakistan Australie |

## Résultats
La phase finale a été divisée en deux groupes. Contrairement à l'ancien mondial, le premier de chaque groupe est sélectionné pour la finale, tandis que les deuxièmes de chaque groupe concourent pour la troisième place.

### Groupe A
| Date       | Équipe 1  | Équipe 2 | Score   |
| ---------- | --------- | -------- | ------- |
| 10 octobre | Argentine | Mexique  | 13 – 6  |
| 10 octobre | Pakistan  | Italie   | 6 – 17  |
| 12 octobre | Argentine | Pakistan | 17 – 8  |
| 12 octobre | Mexique   | Inde     | 9 – 11  |
| 14 octobre | Inde      | Italie   | 12 – 13 |
| 14 octobre | Pakistan  | Mexique  | 9 – 10  |
| 16 octobre | Inde      | Pakistan | 10 – 12 |
| 16 octobre | Argentine | Italie   | 8 – 7   |
| 18 octobre | Mexique   | Italie   | 7 – 8   |
| 18 octobre | Argentine | Inde     | 14 – 9  |

| Position | Equipe    | PJ | PG | PE | PP | SM | SE | Dif | Points |
| -------- | --------- | -- | -- | -- | -- | -- | -- | --- | ------ |
| 1        | Argentine | 4  | 4  | 0  | 0  | 52 | 30 | +22 | 8      |
| 2        | Italie    | 4  | 3  | 0  | 1  | 45 | 33 | +12 | 6      |
| 3        | Inde      | 4  | 1  | 0  | 3  | 42 | 48 | -6  | 2      |
| 4        | Mexique   | 4  | 1  | 0  | 3  | 32 | 41 | -9  | 2      |
| 5        | Pakistan  | 4  | 1  | 0  | 3  | 35 | 54 | -19 | 2      |

Note:
- PJ = Partie jouée - PG = Partie gagnée - PE = Partie égalité - PP = Partie perdue - SM = Score marqué - SE = Score encaissé - Dif = différence de score marqué et encaissé

### Groupe B
| Date       | Équipe 1   | Équipe 2   | Score   |
| ---------- | ---------- | ---------- | ------- |
| 11 octobre | Brésil     | États-Unis | 11 – 5  |
| 11 octobre | Chili      | Angleterre | 7 – 13  |
| 13 octobre | États-Unis | Angleterre | 5 – 7   |
| 13 octobre | Brésil     | Australie  | 11 – 8  |
| 15 octobre | Australie  | Angleterre | 5 – 10  |
| 15 octobre | Chili      | États-Unis | 6 – 5   |
| 17 octobre | Brésil     | Chili      | 12 – 7  |
| 17 octobre | Australie  | États-Unis | 10 – 9  |
| 19 octobre | Australie  | Chili      | 12 – 11 |
| 19 octobre | Brésil     | Angleterre | 15 – 14 |

| Position | Équipe     | PJ | PG | PE | PP | SM | SE | Dif | Points |
| -------- | ---------- | -- | -- | -- | -- | -- | -- | --- | ------ |
| 1        | Brésil     | 4  | 4  | 0  | 0  | 49 | 34 | +15 | 8      |
| 2        | Angleterre | 4  | 3  | 0  | 1  | 44 | 32 | +12 | 6      |
| 3        | Australie  | 4  | 2  | 0  | 2  | 35 | 41 | -6  | 4      |
| 4        | Chili      | 4  | 1  | 0  | 3  | 31 | 42 | -11 | 2      |
| 5        | États-Unis | 4  | 0  | 0  | 4  | 24 | 34 | -10 | 0      |

Note:
- PJ = Partie jouée - PG = Partie gagnée - PE = Partie égalité - PP = Partie perdue - SM = Score marqué - SE = Score encaissé - Dif = différence de score marqué et encaissé

### Partie pour la troisième place
| Date       | Équipe 1 | Équipe 2   | Score |
| ---------- | -------- | ---------- | ----- |
| 21 octobre | Italie   | Angleterre | 9 – 7 |

### Finale
| Date       | Équipe 1  | Équipe 2 | Score   |
| ---------- | --------- | -------- | ------- |
| 21 octobre | Argentine | Brésil   | 12 – 11 |

### Classement final
| Position | Équipe     |
| -------- | ---------- |
| 1        | Argentine  |
| 2        | Brésil     |
| 3        | Italie     |
| 4        | Angleterre |
| 5        | Australie  |
| 6        | Inde       |
| 7        | Mexique    |
| 8        | Chili      |
| 9        | Pakistan   |
| 10       | États-Unis |

### Prix
- Meilleur joueur: Alfredo Cappella (Argentine).
- Meilleur cheval: Coupé 259 (appartenant à Francisco Dorignac).